# جيرهارد لانجيماير
جيرهارد لانجيماير Gerhard Langemeyer (ولد عام 1944 في تسيدينيك) سياسي ألماني ينتمي للحزب الاشتراكي الديمقراطي. شغل بين عامي 1999 حتى 2009 منصب عمدة مدينة دورتموند.
حصل لانجيماير على الدكتوراه في تاريخ الفن، وأدار متحف الفن والتاريخ الفني في دورتموند. وفي انتخابات منصب عمدة المدينة فاز على منافسه من الحزب المسيحي الديمقراطي فولكر جيرس.

## روابط خارجية
- جيرهارد لانجيماير على موقع مونزينجر (الألمانية)